# Tansor
Tansor är en ort och civil parish i Storbritannien.   Den ligger i grevskapet Northamptonshire och riksdelen England, i den sydöstra delen av landet, 110 km norr om huvudstaden London. Tansor ligger 25 meter över havet och antalet invånare är 185.
Terrängen runt Tansor är huvudsakligen platt. Tansor ligger nere i en dal. Runt Tansor är det ganska tätbefolkat, med 172 invånare per kvadratkilometer. Närmaste större samhälle är Peterborough, 15,5 km nordost om Tansor. Trakten runt Tansor består till största delen av jordbruksmark.